# Sotillo de la Adrada
Sotillo de la Adrada é um município da Espanha na província de Ávila, comunidade autónoma de Castela e Leão, de área  km² com população de 4569 habitantes (2007) e densidade populacional de 92,31 hab/km².

## Localização
Localiza-se no sul da província de Ávila.
| Noroeste: La Adrada   | Norte: El Barraco          | Nordeste: Casillas           |
| Oeste: La Adrada      |                            | Este: Santa María del Tiétar |
| Sudoeste: Fresnedilla | Sul: Higuera de las Dueñas | Sudeste: Cenicientos         |

## Demografia
| Variação demográfica do município entre 1991 e 2004 | Variação demográfica do município entre 1991 e 2004 | Variação demográfica do município entre 1991 e 2004 | Variação demográfica do município entre 1991 e 2004 |
| --------------------------------------------------- | --------------------------------------------------- | --------------------------------------------------- | --------------------------------------------------- |
| 1991                                                | 1996                                                | 2001                                                | 2004                                                |
| 3389                                                | 3507                                                | 3622                                                | 4009                                                |